# Commodore PET
Комодор ПЕТ (енгл. Commodore PET) је био први лични рачунар компаније Комодор Бизнис Машинс (Commodore Business Machines). Појавио се 1977. године.
Комодор ПЕТ је био базиран на микропроцесору 6502 који је радио на 1 MHz. Имао је 4 до 8 килобајта RAM меморије и приказивао је црно-бијели текст на монитору од 9 инча. Програми су уношени у рачунар преко аудио касета или тастатуре. ПЕТ се продавао по цијени од 795 долара и био је велики продајни успјех фирме Комодор.

## Детаљни подаци
Детаљнији подаци о рачунару  2001 су дати у табели испод.
|                       |                                                           |
| 2001                  |                                                           |
| Произвођач            | Комодор                                                   |
| Тип                   | радна станица                                             |
| Меморија              | 4 (рана верзија), затим 8                                 |
| Поријекло             | Сједињене Америчке Државе                                 |
| Година                | 1977                                                      |
| Тастатура             | 73 тастера 'chicklet' тастатура, са нумеричком тастатуром |
| Процесор              |                                                           |
| Фреквенција процесора | 1                                                         |
| RAM                   | 4 (рана верзија), затим 8                                 |
| ROM                   | 14                                                        |
| Текст                 | 40 x 25                                                   |
| Графика               | Нема                                                      |
| Боја                  | једна боја                                                |
| Звук                  | мали звучник, 1 канал                                     |
| Димензије             | 34,5 (ширина) x 34,5 (дубина) x 42 (висина)               |
| Портови               |                                                           |
| Оперативни систем     | Commodore BASIC, KERNAL                                   |